# Olena Ohorodnikova
Olena Valeriïvna Ohorodnikova (in ucraino Олена Валеріївна Огороднікова?; Nova Kachovka, 30 maggio 1981) è un'ex cestista ucraina.

## Carriera
Con l'Ucraina ha disputato quattro edizioni dei Campionati europei (2001, 2003, 2009, 2013).